# Севернорюкюские языки
Севернорюкюские языки, также амами-окинавские, — группа в составе рюкюской ветви японо-рюкюской языковой семьи. Севернорюкюские языки распространены на Окинавских островах и островах Амами (Кикай, Осима, Токуно, Окиноэрабу); внутреннее деление этой группы отражает географическое положение: в ней выделяются амамийский и окинавский языки.

## Социолингвистические сведения
Оба севернорюкюских языка находятся под угрозой исчезновения. Возраст большинства носителей превышает 60 лет, дети его не усваивают.
Престижным вариантом является диалект Сюри, бывшей столицы королевства Рюкю. С лексической точки зрения интересен факт наличия заимствований в этот диалект из китайского и английского языка напрямую, без японского посредничества.

## Хронология разделения и прародина

Культурные регионы Рюкю

Установленной модели заселения Рюкюского архипелага не разработано. По всей видимости, основная масса рюкюсцев переселилась с Кюсю в начале периода Яёй.
Однозначно обозначить время разделения японской и рюкюской ветвей принципиально невозможно ввиду отсутствия письменных памятников, однако анализируя возникновение фонологических инноваций в японском языке, не затронувших рюкюские, можно установить верхнюю границу разделения: оно произошло не позднее VII столетия. После разделения контакты между рюкюскими и японским сохранялись до VIII—XIII века.
Географически севернорюкюские и южнорюкюские языки разделяет 350 км. Выделение северной группы из рюкюской ветви основано на озвончении первого согласного в слове «бамбук» (яп. 竹 такэ) и в деепричастной форме глагола «идти» (яп. 行く ику), реализующемся в амамийских как (ʔ)idʑiили ʔidʑaŋ, а в окинавских — также как [nˀdʑi].

## Состав
Амамийский и окинавский являются абштанд-языками в составе рюкюского диалектного континуума.

## Типологическая характеристика

### Фонетика и фонология

#### Гласные звуки
Количество гласных звуков сильно варьирует между диалектами; в диалекте сани, распространённом на севере острова Осима, 18 гласных звуков (считая долгие), в большинстве остальных их 10
|         | Передние | Средние | Задние |
| ------- | -------- | ------- | ------ |
| Верхние | [i]      | [ɨ]     | [u]    |
| Средние | [e]      | [ɘ]     | [o]    |
| Нижние  |          | [a]     |        |

|         | Передние | Средние  | Средние   | Задние   | Задние    |
|         | Передние | Оральные | Назальные | Оральные | Назальные |
| ------- | -------- | -------- | --------- | -------- | --------- |
| Верхние | [i]      | [ɨ]      | [ɨ̃]       | [u]      |           |
| Средние | [e]      | [ɘ]      | [ɘ̃]       | [o]      | [õ]       |
| Нижние  |          | [a]      | [ã]       |          |           |

|         | Передние  | Средние   | Средние   | Задние    | Задние    |
|         | Передние  | Оральные  | Назальные | Оральные  | Назальные |
| ------- | --------- | --------- | --------- | --------- | --------- |
| Верхние | [i], [iː] | [ɨ], [ɨː] | [ɨ̃]       | [u], [uː] |           |
| Средние | [e], [eː] | [ɘ], [ɘː] | [ɘ̃]       | [o], [oː] | [õ]       |
| Нижние  |           | [a], [aː] | [ã]       |           |           |

|         | Передние  | Средние   | Задние    |
| ------- | --------- | --------- | --------- |
| Верхние | [i], [iː] |           | [u], [uː] |
| Средние | [e], [eː] |           | [o], [oː] |
| Нижние  |           | [a], [aː] |           |

#### Согласные звуки
Некоторые севернорюкюские сохранили праяпонскую фонему */p/, которая в японском претерпела развитие в /f/, а затем в нынешний /h/; в то же время в языках этой ветви прошли собственные инновации. В севернорюкюских языках перед начинающими слово гласными звуками появилась гортанная смычка, слоги типа ʔV контрастируют со слогами типа ’V, где ’ — это постепенное начало озвончения. Также развился контраст глоттализированных согласных ʔw, ʔj, ʔm, ʔn, ʔt, ʔk, ʔp, ʔʦ и неглоттализированных w, j, m, n, t, k, p, ʦ.

#### Просодия
Все слоги, состоящие из согласного и гласного, в севернорюкюских открытые, в отсутствие согласного их начинает фонема /’/. Имеется две фонемы, образующих собственную мору без гласного: мораобразующий шумный согласный Q и мораобразующий носовой согласный N. Первый всегда стоит между гласным и глухим шумным.

### Лексика
Лингвистическая палеонтология указывает на вариативность корня со значением «рис», что предполагает неравномерную важность культивации риса для рюкюсцев; в остальном по её данным носители прарюкюского языка занимались сельским хозяйством, выращивали рис, просо, таро, разводили коров и свиней, были знакомы с гончарным делом.

## Письменности
Ни один из рюкюских языков не записывался систематически, севернорюкюского письменного стандарта также не сформировалось.

## История изучения
Внутреннее деление севернорюкюских языков до конца не установлено, Уэмура выделяет не две, а три ветви: амамийские, северноокинавские и южноокинавские.
Окинавский язык выделен из севернорюкюской группы по следующим признакам:
- появление долгого гласного в первом слоге прарюкюского *kame («черепаха»),
- изменение a > o: в прарюкюском *pato («голубь»),
- семантический сдвиг слова *pago «отвратительный, безвкусный» > «грязный».

В состав амамийского языка входят наречия, группируемые в йоронский диалект, выделенный на основе перехода *u > a в прарюкюском слове *kakozu «челюсть» и собственного слова «пыль», не восходящего к праяпонскому *p[o/e]k[o/e]ri.